# Tepelpiercing

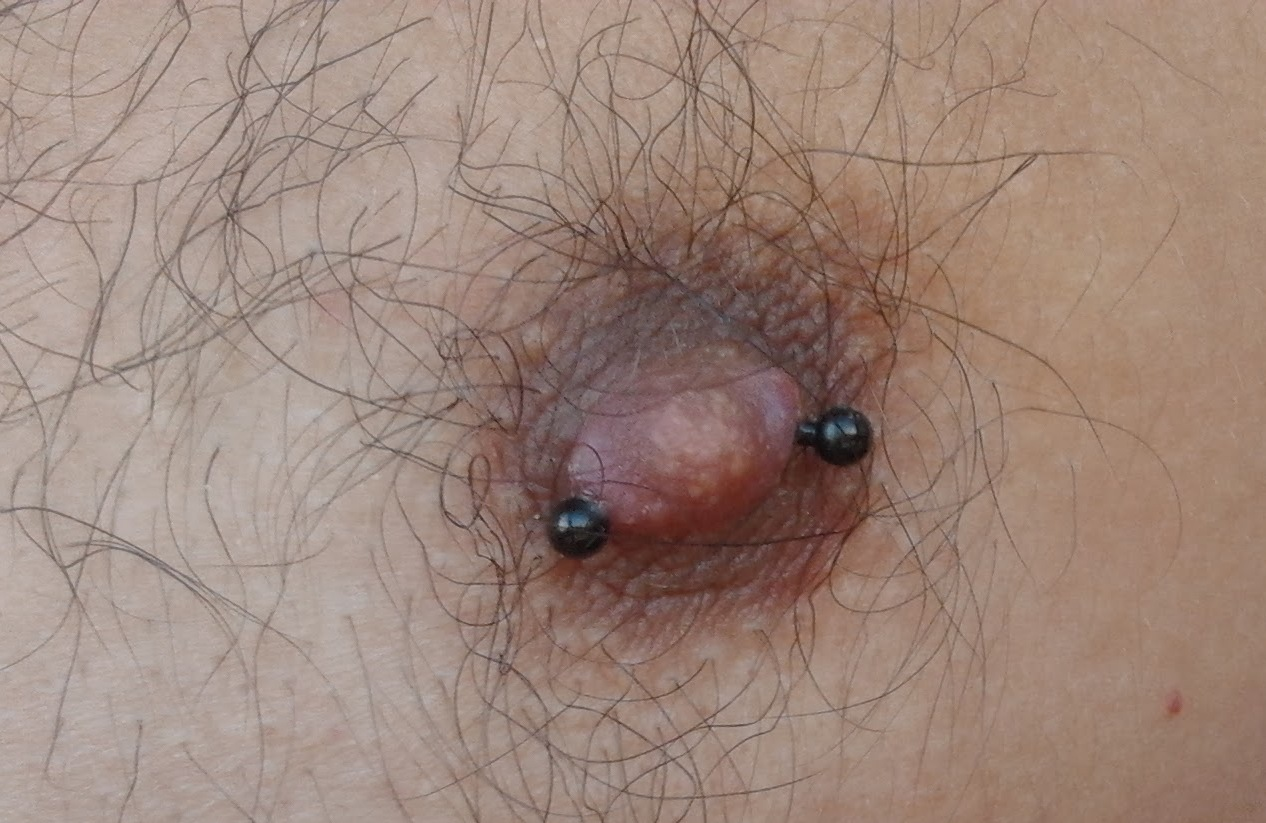
Piercing bij een mannelijke tepel

Een tepelpiercing is een piercing die meestal door de basis van de tepel gaat. De piercing kan in alle richtingen geplaatst worden, meestal wordt deze piercing echter horizontaal geplaatst. Een verticale tepelpiercing komt minder vaak voor. Doorgaans heelt een tepelpiercing in twee tot vier maanden, maar het kan tot wel een jaar duren voordat de wonden volledig geheeld zijn.

## Geschiedenis
Vele volkeren hebben gedurende de geschiedenis van de mensheid hun tepels gepiercet. De Karankawa, een Amerikaanse indianenstam, piercete de tepels van de mannen. De tepels van de vrouwen werden bij de Kabyle in Algerije gepiercet.
In de 14e eeuw was het piercen van de tepels van vrouwen een statement, gedurende het victoriaanse tijdperk rond 1890 kreeg dit weer een korte opleving. Echter, de historicus Lesley Hall beweert dat het mogelijk alleen erotische fantasieën zijn, deze claims kunnen namelijk getraceerd worden naar een paar brieven in een uitgave van het magazine Society in 1899. In dat geval zijn het dus geen beschrijvingen van feitelijke gebeurtenissen.
Eind jaren 70 van de twintigste eeuw kwam er weer een opleving onder aanvoering van Jim Ward. Met name in de bdsm en leersubcultuur onder homo's kreeg het tepelpiercen voet aan de grond. Onder het grote publiek kwam de populariteit in de jaren 90, vooral door sterren als Tommy Lee, Corey Taylor en Lenny Kravitz, die hun piercings lieten zien of bekenden er eentje te hebben.

## Tepelpiercing en seksualiteit
Seksuele stimulatie door het stimuleren van de tepels en areola wordt versterkt door het piercen van de tepel. De meeste vrouwen die hun tepel(s) hebben gepiercet, melden een toename in de gevoeligheid en opwinding nadat zij hun tepel(s) hebben gepiercet.
Daarnaast neemt, voornamelijk bij mannen, de omvang van de tepel toe door het piercen. Het kan daardoor nodig zijn na enige tijd een groter sieraad te gebruiken

## Tepelpiercing en borstvoeding
Een veelvoorkomende vraag bij vrouwen die overwegen om hun tepel(s) te piercen is of het effect heeft op borstvoeding. Er is geen bewijs dat het complicaties veroorzaakt met het geven van borstvoeding. Echter een brief in de Journal of the American Medical Association suggereert dat een verkeerd geplaatste piercing of littekenweefsel de buisjes zou kunnen blokkeren. Een tepelpiercing zetten tijdens de zwangerschap is afgeraden aangezien het lichaam niet optimaal zal genezen en het metaal van de piercing gevaarlijk is voor de baby.

## Afstoting van het sieraad
De tepel is vlezig genoeg om de piercing achter genoeg vel te steken zodat afstoting voorkomen kan worden. Indien de diameter van het sieraad te dun is, of de piercing niet diep genoeg geplaatst is, dan ontstaat er wel een kans op afstoting. Metaalallergieën kunnen afstoting veroorzaken. Problemen met infecties en/of te veel aan het sieraad trekken kunnen ook afstoting veroorzaken.

## Sieraad
De meeste tepelpiercingen worden met een barbel (recht staafje) geplaatst, omdat deze het eenvoudigst geneest. Er kan ook gekozen worden voor een circular barbel (hoefijzer) of een captive bead ring. Meestal hebben al deze een dikte van 1,6 mm., hoewel 1,2 en 2,0 mm. ook voorkomt. Ze kunnen in alle richtingen geplaatst worden, hoewel horizontaal het meeste voorkomt.

## Stretching
Nadat de piercing genezen is (zo'n half jaar) kan deze vervangen worden door een dikker model, Dit wordt echter weinig gedaan omdat het proces van stretching zeer vaak als bijzonder pijnlijk wordt ervaren (Pijnlijker dan de aanvankelijke piercing). Nadien is de piercing echter minder ongemakkelijk, omdat een dikker sieraad bij beweging steviger aanvoelt en minder 'snijdt' in het weefsel. Stretches tot 2,5; 3,2 en 4,0 mm zijn mogelijk. Grotere stetches zijn ook mogelijk, maar dan gaat het gewicht van het sieraad meespelen in het comfort.